# پروژه لازاروس
پروژه لازاروس (به انگلیسی: The Lazarus Project) که قبلا با عنوان پروژه بهشت (به انگلیسی: The Heaven Project) شناخته‌می‌شد، فیلمی آمریکایی در ژانر درام-مهیج به کارگردانی و نویسندگی جان گلن است که از سوی سونی پیکچرز هوم انترتینمنت در ۲۱ اکتبر ۲۰۰۸ منتشر شد و به طور کلی نظرات مطلوبی از سوی منتقدان دریافت کرد.

## داستان
بن گاروی (پل واکر) مجرم سابق، اینک کارگری سخت کوش و همسر و پدری مهربان است و زندگی ساده‌ای و بی دغدغه‌ای را با همسرش لیزا (پایپر پرابو) و دخترش کیتی (بروکلین پرو) می‌گذراند. تا اینکه یک شب برادرش ریک (شان هاتوسی) از راه می‌رسد. ریک که تازه از زندان آزاد شده به او پیشنهاد انجام کاری پولساز می‌کند. ریک رد می‌کند، ولی حوادثی که در پی می‌آیند وی را مجبور به پذیرش پیشنهاد ریک می‌کند. حین سرقت ریک و همکارشان فلپس به همراه یکی از نگهبانان کشته می‌شود و بن به دام می‌افتد. دادگاه او را در مرگ این سه نفر مقصر دانسته و بن را به خاطر جرم ناکرده به مرگ محکوم می کند. در روز موعود مراسم اعدام با تزریق مواد سمی انجام می‌شود، اما مدتی بعد بن خود را در میانه یک جاده در ایالت اورگون می‌یابد. برخورد با کشیشی به نام ازرا (باب گانتون) او را به این نتیجه می‌رساند که خداوند او را نجات داده و زندگی تازه‌ای به وی اعطا کرده و باید زندگی گذشته و خانواده‌اش را فراموش کند. تلاش‌های بن برای گریز از آنجا با حضور مرموزی مردی فرشته‌گون به نام آوری (لمبرت ویلسون) نیز با شکست روبرو می‌شود. اما بن که خود را بی‌گناه می‌داند و در آرزوی پیوستن به خانواده‌اش می‌سوزد، با یافتن نشانه‌هایی در محوطه به این نتیجه می‌رسد که این حوادث خواست خداوند نیست و باید بگریزد.